# WebCite

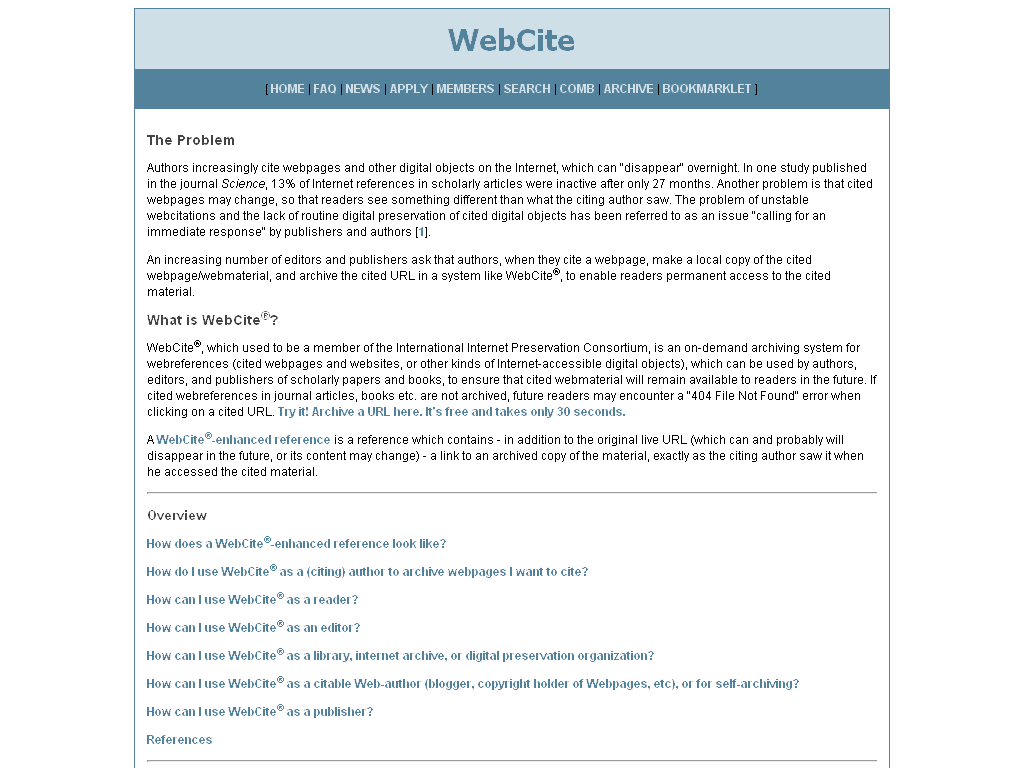
Une capture d'écran du site.

WebCite est un service d'archivage à la demande de pages web basé à Toronto (Canada). Par la suite, les auteurs peuvent citer les pages web ainsi archivées à l'aide d'un court alias d'URL. 
En 2008, plus de deux cents journaux utilisaient régulièrement WebCite. En 2010, le service est devenu gratuit. Il a cessé aujourd'hui son activité bien que les liens archivés restent toujours accessibles.